# アンリ・ロワイエ
アンリ・ロワイエ（Henri Paul Royer、1869年1月22日 - 1938年10月31日）はフランスの画家である。ブルターニュの人々を描いた風俗画の画家として知られる。

## 略歴
ムルト＝エ＝モゼル県のナンシーで生まれた。父親のジュール・ロワイエ( Jules Royer:1845-1900)はナンシーに版画の出版工房を創立した人物で、ロワイエは美術愛好家たちのなかで育った。ナンシーの美術学校（École de dessin et de peinture de Nancy）で学び、後に有名な肖像画家となるエミール・フリアン (1863-1932)と知り合った。ナンシーでの展覧会に出展し、評価された後、フリアンとオランダで1888年まで修行した。
フランスに戻った後、パリのエコール・デ・ボザールに入学し、1890年からは、アカデミー・ジュリアンでジュール・ジョゼフ・ルフェーブルやフランソワ・フラマンに学んだ。1890年からサロン・ド・パリに出展を始め、風俗画や肖像画を出展し、貴族や政治家、科学者などの肖像画を描いた。多くの展覧会で入賞して、1900年にはレジオンドヌール勲章（シュバリエ）を受勲した 。1901年からアカデミー・ジュリアンで教えた 。アンリ・ロワイエの教えた学生にはジョルジーナ・デ・アルブケルケやエティエンヌ・ビュフェ、ジョルジュ＝エミール・ルバックらがいる。
1896年になって、妻とブルターニュに移り、それ以降ブルターニュで生涯のほとんど間、暮らした。多くの画家がブルターニュの風景を描くのを好んだのに対して人物画を好んだ。ブルターニュの人々と親しくなるためにブルトン語を学んだ。ロワイエの人物画はブルターニュの伝統衣装に注意を払われて描かれていた。
第一次世界大戦が始まると軍務に就き、1915年に戦功十字章を受勲した。1931年、レジオンドヌール勲章（オフィシエ）を受勲した。

## 作品

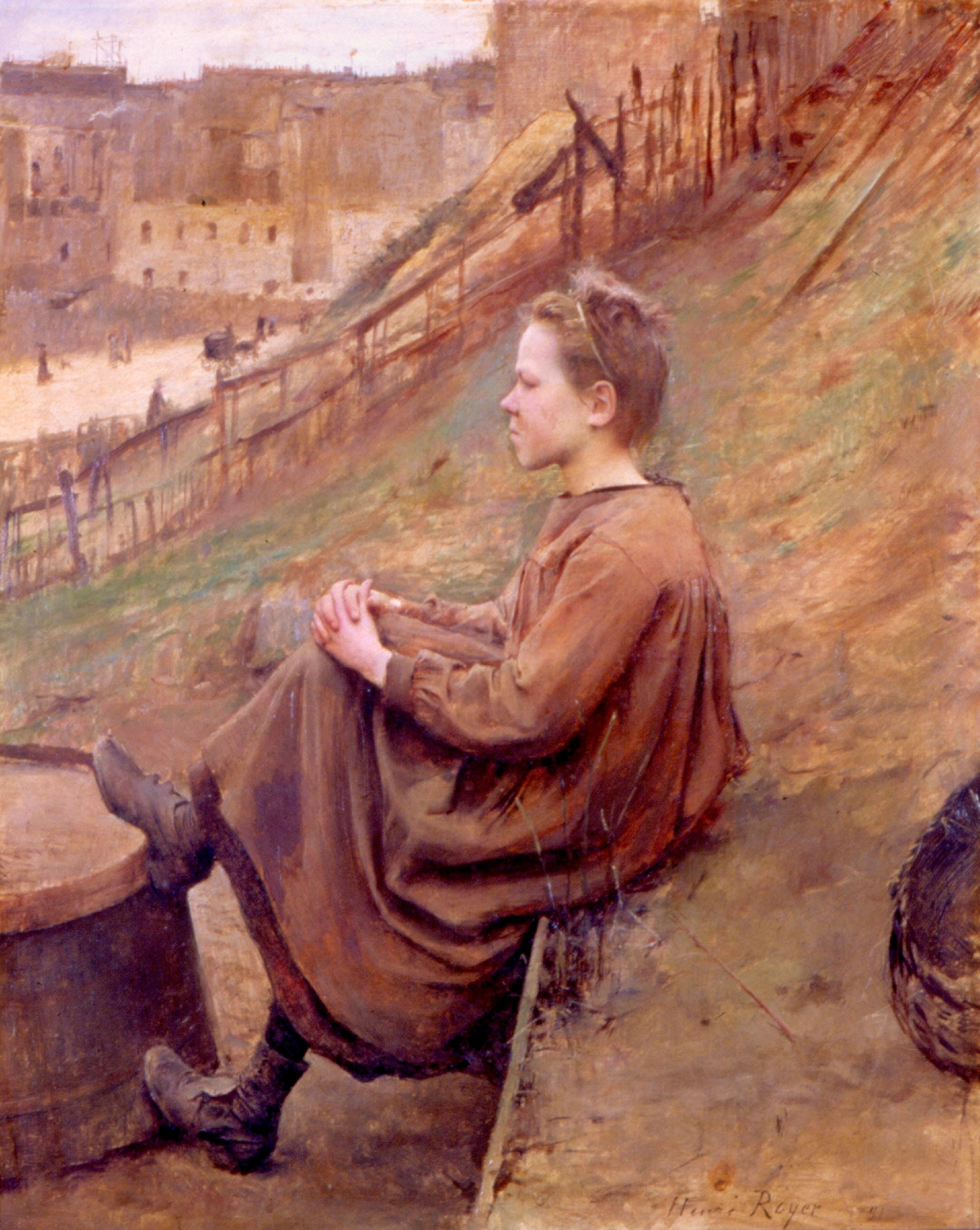
Sur la butte (1891)
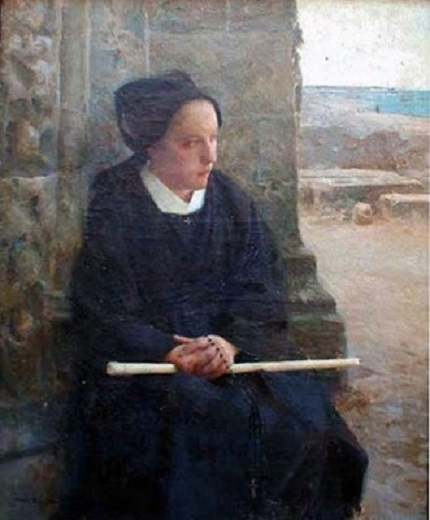
Jeune femme de l'Île de Sein (1906)
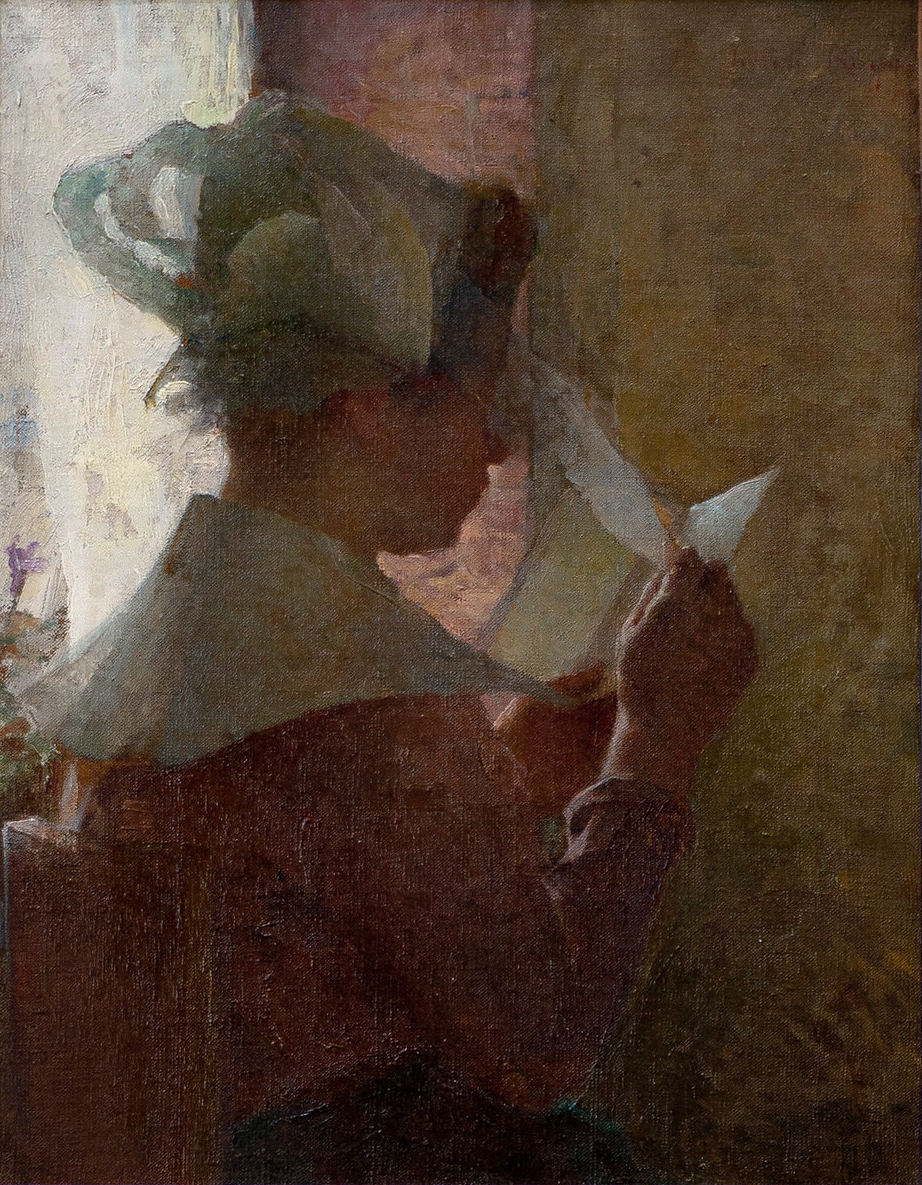
Jeune Bretonne
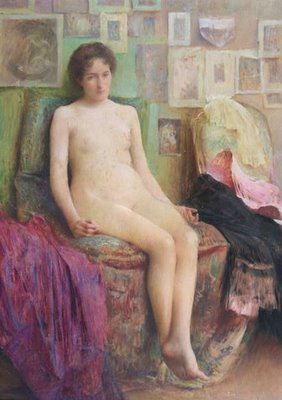
Nu dans l'atelier (1899)

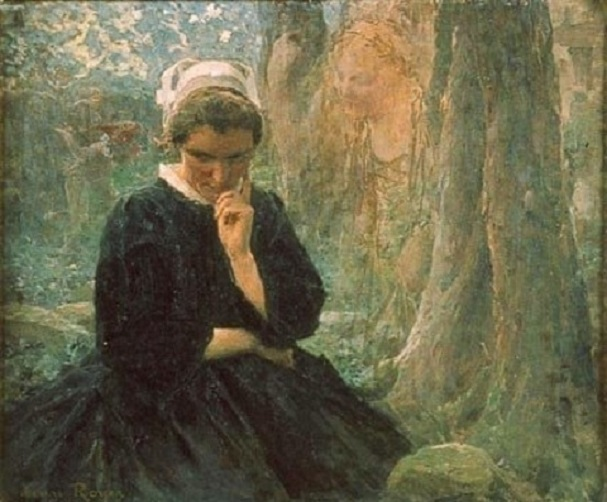
La clairière aux légendes
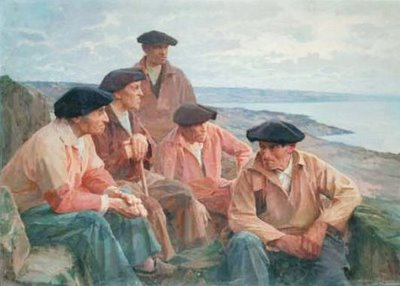
Devant la grande mer Cote basque (1935)
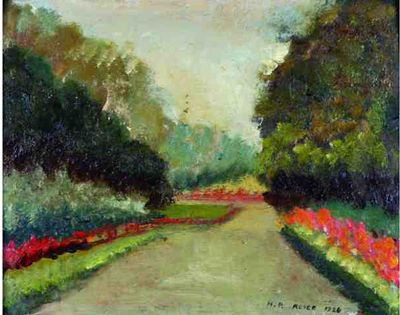
Le Chemin. (1912)